# Comté d'Alpine
Le comté d'Alpine (en anglais : Alpine County) est un comté de l'État américain de Californie. Il est situé à l'est de l'État, dans la Sierra Nevada, entre le lac Tahoe et le parc national de Yosemite. Il est limitrophe de l'État du Nevada.
Lors du recensement de 2020, il est peuplé de 1 204 habitants répartis sur 1 925 km2, ce qui en fait le comté le moins peuplé de Californie. Sa densité est inférieure à 1 habitant au kilomètre carré. Son siège de comté est Markleeville.

## Histoire
Le comté est créé le 16 mars 1864 par l'union de parties des comtés d'Amador, d'El Dorado, de Calaveras et de Tuolumne. Le 17 novembre 1995, le comté d'Alpine absorbe une petite partie du comté d'Amador.

## Géographie

### Situation
| Comté d'El Dorado  | État du Nevada    | État du Nevada |
| Comté d'Amador     | Comté d'Alpine    | Comté de Mono  |
| Comté de Calaveras | Comté de Tuolumne | Comté de Mono  |

### Communautés incorporées etcensus-designated places(CDP)

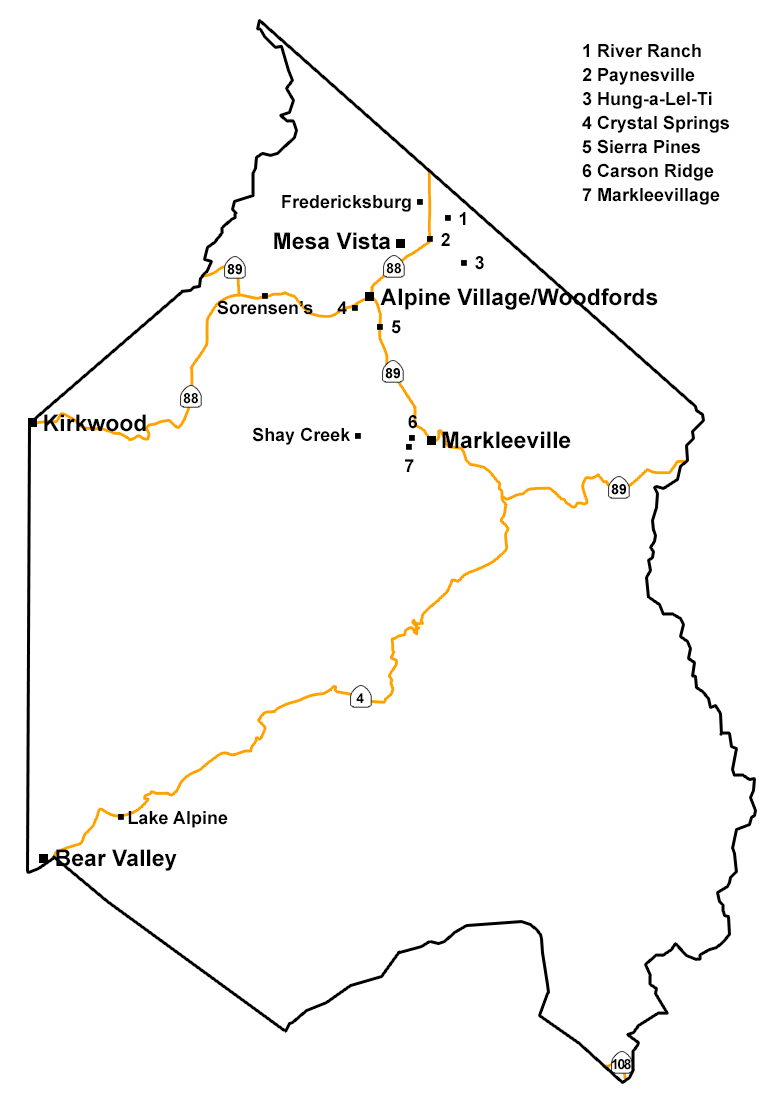
Carte des localités du comté.

Le comté ne contient aucune ville incorporée mais plusieurs villages considérés par le Bureau du recensement des États-Unis comme des census-designated places (CDP). Ils correspondent parfois à un domaine skiable du même nom. La présence de trois forêts nationales dans le comté — Eldorado, Humboldt-Toiyabe et Stanislaus — signifie que 96 % de sa surface est la propriété du gouvernement fédéral.
| Nom            | Population (2010) | Superficie (km2) | Densité (2010) | Notes                                                          |
| -------------- | ----------------- | ---------------- | -------------- | -------------------------------------------------------------- |
| Alpine Village | 114               | 7,26             | 15,7           |                                                                |
| Bear Valley    | 121               | 13,41            | 9              | Située dans la forêt nationale de Stanislaus. Domaine skiable. |
| Kirkwood       | 158               | 13,82            | 11,4           | Domaine skiable.                                               |
| Markleeville   | 210               | 16,92            | 12,4           | Siège de comté.                                                |
| Mesa Vista     | 200               | 12,63            | 16             |                                                                |

## Politique et administration
Le comté d'Alpine est dirigé par un Board of Supervisors (détenant les pouvoirs exécutif et législatif) de cinq membres élus pour 4 ans sans limite de mandats. Le comté est divisé en cinq districts, chacun élisant un Supervisor, lors d'un scrutin uninominal qui se tient en parallèle de l'élection du président des États-Unis (pour les districts 2, 3 et 5) ou de l'élection du gouverneur de Californie (pour les districts 1 et 4).
Le Board of Supervisors du comté d'Alpine tient lieu de Local Transportation Commission, de Water Agency et de Board of Equalization. Une nomination pour poste vacant peut être effectuée par le gouverneur de Californie.
La composition actuelle du Board of Supervisors est la suivante :
| District | Population, | Localisation | Identité        | Date de début de mandat | Date de fin de mandat |
| -------- | ----------- | ------------ | --------------- | ----------------------- | --------------------- |
| 1        | 238         | Est          | January Riddle  | 2020 (nomination)       | 2022                  |
| 2        | 236         | Nord-ouest   | Ron Hames       | 2020 (3e mandat)        | 2024                  |
| 3        | 239         | Nord-est     | Katherine Rakow | 2020 (5e mandat)        | 2024                  |
| 4        | 218         | Sud-ouest    | Terry Woodrow   | 2018 (5e mandat)        | 2022                  |
| 5        | 244         | Nord         | David Griffith  | 2020 (2e mandat)        | 2024                  |

1. ↑  Après recomposition des districts (redistricting) de 2011 et selon les chiffres du recensement de 2010.

## Démographie
| Groupe                           | Comté d'Alpine | Californie | États-Unis |
| -------------------------------- | -------------- | ---------- | ---------- |
| Blancs                           | 75,0           | 57,6       | 72,4       |
| Amérindiens                      | 20,4           | 1,0        | 0,9        |
| Autres                           | 1,6            | 23,2       | 16,6       |
| Métis                            | 2,4            | 4,9        | 2,9        |
| Asiatiques                       | 0,6            | 13,1       | 4,8        |
| Total                            | 100            | 100        | 100        |
|                                  |                |            |            |
| Hispaniques et Latino-Américains | 7,1            | 37,6       | 16,7       |

Selon l'American Community Survey, pour la période 2011-2015, 85,99 % de la population âgée de plus de 5 ans déclare parler anglais à la maison, alors que 7,78 % déclare parler le washo, 3,57 % l'espagnol, 0,92 % le vietnamien, 0,82 % le français et 0,92 % une autre langue.
| 1870 | 1880 | 1890 | 1900 | 1910 | 1920 |
| ---- | ---- | ---- | ---- | ---- | ---- |
| 685  | 539  | 667  | 509  | 309  | 243  |

| 1930 | 1940 | 1950 | 1960 | 1970 | 1980  |
| ---- | ---- | ---- | ---- | ---- | ----- |
| 241  | 323  | 241  | 397  | 484  | 1 097 |

| 1990  | 2000  | 2010  | 2020  | - | - |
| ----- | ----- | ----- | ----- | - | - |
| 1 113 | 1 208 | 1 175 | 1 204 | - | - |